# Авангандава
Авангандава (порт. Avanhandava) — муніципалітет в штаті Сан-Паулу, Бразилія. Складова частина мезорегіону Арасатуба. Входить в економіко-статистичний мікрорегіон Бірігуі. Населення становить 9462 людини на 2006 рік. Займає площу 340,338 км². Щільність населення — 27,8 осіб/км². 

## Статистика
- Валовий внутрішній продукт на 2003 становить 86.157.596,00 реалів (дані: Бразильський інститут географії та статистики).
- Валовий внутрішній продукт на душу населення  на 2003 становить 9.393,55 реалів (дані: Бразильський інститут географії та статистики).
- Індекс розвитку людського потенціалу на 2000 становить 0,768 (дані: Програма розвитку ООН).

## Географія
Клімат місцевості: субтропічний. Відповідно до класифікації Кеппена, клімат відноситься до категорії Cfb.